# Anaclileia dziedzickii
Anaclileia dziedzickii är en tvåvingeart som först beskrevs av Landrock 1911.  Anaclileia dziedzickii ingår i släktet Anaclileia och familjen svampmyggor. Enligt den finländska rödlistan är arten sårbar i Finland. Arten är reproducerande i Sverige. Artens livsmiljö är naturmoskogar. Inga underarter finns listade i Catalogue of Life.